# Torquato Tasso
Torquato Tasso (født 11. marts 1544 i Sorrento, død 25. april 1595 i Rom) var en italiensk digter. Han var søn af Bernardo Tasso.
Torquato Tasso tilbragte den første del af sin barndom sammen med sin mor i Napoli. Som 10-årig kom han til sin far i Rom, sammen med hvem han med korte mellemrum levede til 1560, i hvilket år han sendtes til Padova for at studere jura. Han fik snart af sin far tilladelse til at forlade studiet igen. Herefter begyndte han på humanistiske studier, som ene interesserede ham. Allerede i tyveårsalderen skrev og udgav han et fortællende epos Il Rinaldo, der vakte megen opsigt. Fra 1565 kom han ind på den bane, der dengang plejede at være litterater forbeholdt: fyrstegunst og hofliv. Det var i Ferrara, hvor fordum Ariosto havde nydt beskyttelse og hæder, at Tasso blev kavaler hos kardinal Luigi af Este; og snart efter trådte han i selve hertug Alfonso II's tjeneste. Disse år var de lykkeligste i Tassos liv; han fulgte hertugen på rejser, digtede, studerede og arrangerede hoffester. Til en af disse skrev han sit berømte hyrdespil L'Aminta, opført 1573. Men længe varede denne lykkelige periode ikke; thi efterhånden udvikledes hos Tasso spiren til en sindssygdom, som han havde båret i sig fra fødselen af, og som nåede til voldsomt udbrud 1576. Hvad der fremmede denne sygdom, var dels heftige feberanfald, dels religiøse grublerier; digteren havde som arv fra renaissancens blomstringstid en så at sige hedensk skønhedssans, der brødes mod de strenge krav, som den fra Spanien udgåede kirkelige reaktion nys havde stillet. Han havde i disse år skrevet et stort episk digt; emnet var kristeligt, nemlig det første korstog, men han spurgte sig selv, om ikke behandlingen deraf var for verdslig; hvad ville vel inkvisitionen sige til den skønne Armida og hendes tryllehave? Tasso havde ikke mod til åbent at vedkende sig sin æstetiske følelse og dens berettigelse, og hans sind var derfor sønderrevet og forpint; han troede sig forfulgt, på skråplanet til kætteri, og han hjemsøgtes af skrækkelige drømme og hallucinationer. Efter et anfald af raseri, hvorunder han nær havde stukket en tjener ihjel, blev Tasso tagen under forvaring (efter eget ønske) i et kloster, men derfra flygtede han 1577 til søsteren Cornelia i Sorrento og kom her til dels i åndelig ligevægt, så at han atter søgte forsoning med Alfonso og opnåede den. Det var nu meningen, at han skulle komme til Ferrara og give sig ind under lægebehandling; men da 
han havde hørt, at hertugen havde gemt hans manuskripter — vistnok for at værne dem mod deres egen forfatter —, blev hjemkomsten ganske anderledes end påtænkt. Helt ude af sig selv gjorde han offentlig skandale foran slottet i Ferrara (marts 1579) og anbragtes nu med vold i en celle i hospitalet Santa Anna, i hvilken anstalt han opholdt sig til 1586 og i det hele og store plejedes godt, modtog besøg (af Montaigne for eksempel) og fik et antal litterære arbejder udført. Men hans helbred bedredes ikke, om end han periodisk kunde befinde sig nogenlunde vel. En indbydelse fra Gonzagaerne i Mantova fulgte han, men blev der ikke længe, og nu begyndte en sørgelig og flerårig omstrejfen i hele Italien, under vekslende religionsskrupler, dybt tungsind, mat selvopgivelse og opblussende selvfølelse. Hans sidste opholdssted var Rom, hvor familien Aldobrandini, der hørte til hans genis beundrere, ville foranstalte hans digterkroning på Kapitolium; men før denne kunne finde Sted, var Tasso død i klosteret San Onofrio som munkenes gæst.
Tasso er ubetinget den italienske poesis største navn i 2. halvdel af 16. århundrede, og et af den italienske litteraturs allerypperste, og hans person og sørgelige skæbne, hvorom eftertiden modtog legendarisk udsmykkede beretninger næsten allerede fra hans samtidige, har altid 
interesseret medfølende, især romantisk anlagte sind og indbudt til digterisk behandling. Endog forstandsmennesket Goldoni har skrevet et 
skuespil Torquato Tasso; men det er Goethes fornemme og tankerige drama med samme titel, der må betragtes som den ypperste 
digtning over emnet. Hele kærlighedsintrigen er legendarisk; siden er at nævne Byrons digt Lament of Taaso; Ingemanns drama Tassos befrielse er fra 1819. Komponister er også blevne inspirerede af Tassos liv og værker: Liszt til en symfonisk digtning, Benjamin Godard til et koncertoratorium, N.W. Gade til Korsfarerne. Når Tasso har fået en fremtrædende plads i verdenslitteraturen, skyldes det i første række hans store nationale kunstepos Gerusalemme liberata, oprindelig kaldet Goffredo. I 20 sange, hvis enkelte strofer er ottave rime som Ariostos, omhandler dette heltedigt korsfarernes tog til den hellige gravs befrielse, under Gotfred af Bouillons anførsel; det begynder i korstogets sjette år, har til hovedemne selve den hellige stads belejring afsluttet med erobringen, men desuden skildres en del sidebegivenheder, som dog alle står i forbindelse med den egentlige fortælling. Det overnaturlige er her taget i brug, helvedsmagternes forsøg på at hindre kristenhærens fremtrængen, idet troldkvinden Armida frister den italienske helt Rinaldo, uden hvem staden ikke kan erobres, til at glemme kampen i hendes arme, indtil Gud standser hendes færd og bringer Rinaldo tilbage til hæren, der allerede er ved at opløses. Også Tancredos kærlighed til skjoldmøen Clorinda, som han uden at genkende dræber i tvekamp, og den blide Erminias ubesvarede forelskelse i den samme helt er vigtige episoder i digtets handling. Gerusalemme liberatas anlæg er i høj grad overvejet og digtets formelle fortrin store; Virgil og Ariosto er kendelig Tassos mønstre, og medens han måler sig med den første i komposition og beskrivelser, tager han kampen op med den anden i henseende til ridderlig tone og sanselig glød. Af sit eget giver han det melankolsk-lyriske drag og den klassisk elegante, metriske behandling af sit skønne modersmål, med nogen tilbøjelighed til maniererthed. Digtet gav straks ved sin fremkomst anledning til en tåbelig og ubetimelig litterær polemik, idet man gav sig til at sammenligne det og Orlando furioso, og Crusca-akademiet tog parti mod Tasso. Gerusalemme liberatas 1. udgave (Venedig 1580) var ufuldstændig og fejlfuld, udkommet uden forfatters tilladelse ligesom en del følgende; Ferrara-udgaven 1581 og Mantova-udgaven 1584 danner imidlertid hæderlige undtagelser; siden haves mangfoldige, af de nyeste bør fremhæves Severino Ferraris (Firenze 1890) og Angelo Solertis (sammesteds 1895). Oversættelse i de fleste europæiske sprog: på tysk ved Gries (1. udgave 1800), Streckfuss (1822) og Duttenhofer (1840), på fransk af blandt andre Baour-Lormian (bedste udgave 1819) og Philippon de la Madeleine (1841), på engelsk blandt andet af Hunt (1819) og Wiffen (1825), på svensk af C.A. Kullberg (1860), på dansk af Christine Daugaard (1884, forkortet). Plaget af inkvisitorer og forkætrings- og helvedsprædikanter omarbejdede den arme digter mod slutningen af sit liv sit epos, der i den nye skikkelse kaldtes Gerusalemme conquistata (Rom 1593), men med god grund aldrig har slået an. Tasso er desuden forfatter til en tragedie Torrismondo. Som en stor lyriker, navnlig erotisk, viser han sig i sine Rime (Venedig 1562, 1581, 1583, 1585-87 og flere udgaver); en del af disse er henvendte til hans ungdomselskede Lucrezia Bendidio. Opere minori in versi er udgivne af Solerti (Bologna 1891 ff.). Men Tasso er tillige en udmærket prosaskribent, både brevforfatter (Lettere familiari, Bergamo 1588, supplerende samlinger i 17. århundrede, samlet udgave ved Cesare Guasti, Firenze 1853—55) og forfatter af dialoger og lignende filosofiske og æstetiske skrifter (udgivne af Guasti: Dialoghi, Firenze 1858—59, og Prose diverse, sammesteds 1875). En stor samlet udgave af Tassos værker besørgedes i 33 bind af Giovanni Rosini (Pisa 1821—32).